# Rosa sherardii
Rosa sherardii es una especie de planta del género Rosa, de la familia Rosaceae.

## Taxonomía
Rosa sherardii fue descrita por Davies en 1813.

## Distribución
Se encuentra en el territorio de Europa.